# Huéscar

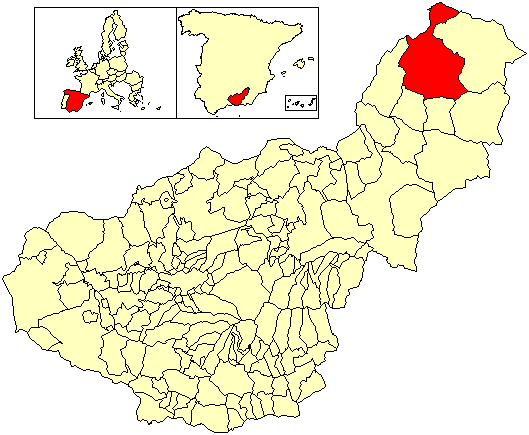
Huéscar

Huéscar este un municipiu din Spania, situat în provincia Granada din comunitatea autonomă Andaluzia. Are o populație de 8.226 de locuitori.